# Kazaroho
Kazaroho è una circoscrizione rurale (rural ward) della Tanzania situata nel distretto di Kaliua, regione di Tabora. Conta una popolazione di 14 499 abitanti (censimento 2012).